# Ejército Revolucionario del Pueblo

Flagge der Revolutionären Volksarmee

Logo der ERP

Die Revolutionäre Volksarmee (spanisch Ejército Revolucionario del Pueblo, ERP) war der marxistisch ausgerichtete, bewaffnete Arm der Revolutionären Arbeiterpartei Argentiniens (Partido Revolucionario de los Trabajadores, PRT) unter Mario Roberto Santucho; sie wurde während der 1970er Jahre gegründet.

## Geschichte
Der Gründungsakt als militärischer Arm der PRT fand in der Stadt San Nicolás de los Arroyos auf dem 5. Parteitag der Revolutionären Arbeiterpartei im Juni 1970 auf Initiative von Mario Roberto Santucho statt, nachdem alle Parteien von der Militärregierung verboten worden waren. Die ERP wurde als eine Guerilla geschaffen, die den Höhepunkt ihrer Aktivitäten zwischen 1970 und 1973 hatte und sich gegen die Militärregierung Juan Carlos Onganías sowie gegen das kapitalistische System richtete. Unter der nachfolgenden, ab 1976 herrschenden Militärdiktatur wurde die Gruppe vom Staat mit illegalen, staatsterroristischen Methoden bekämpft und weitgehend vernichtet, ebenso wie die ähnlich ausgerichteten Montoneros. Diesem selbst erklärten Schmutzigen Krieg der Militärs fielen insgesamt bis zu 30.000 Argentinier zum Opfer, siehe Desaparecidos.
1980 waren Mitglieder der ERP an dem Attentat auf den ehemaligen Diktator Nicaraguas, Anastasio Somoza Debayle, in Paraguay beteiligt. Einer von ihnen, Hugo Alfredo Irurzún („Capitán Santiago“), wurde danach von der paraguayischen Polizei getötet.